# Poivres (commune)
Poivres est une commune française, située dans le département de l'Aube en région Grand Est.

## Géographie
| Sommesous Marne | Soudé Marne |               |
| Mailly-le-Camp  | Poivres     | Sompuis Marne |
|                 | Trouans     |               |

La commune est située en Champagne crayeuse. Elle est traversée par un affluent de l'Aube, l'Huitrelle.
Tout l'est et le sud de son territoire sont occupés par le camp militaire de Mailly.

### Hydrographie
La commune est dans la région hydrographique « la Seine de sa source au confluent de l'Oise (exclu) » au sein du bassin Seine-Normandie. Elle est drainée par l'Huitrelle, le Fossé 01 des Genièvriers et le ruisseau Saint-Antoine,.
L'Huitrelle, d'une longueur de 23 km, prend sa source dans la commune de Mailly-le-Camp et se jette  dans l'Aube à Vinets, après avoir traversé huit communes.

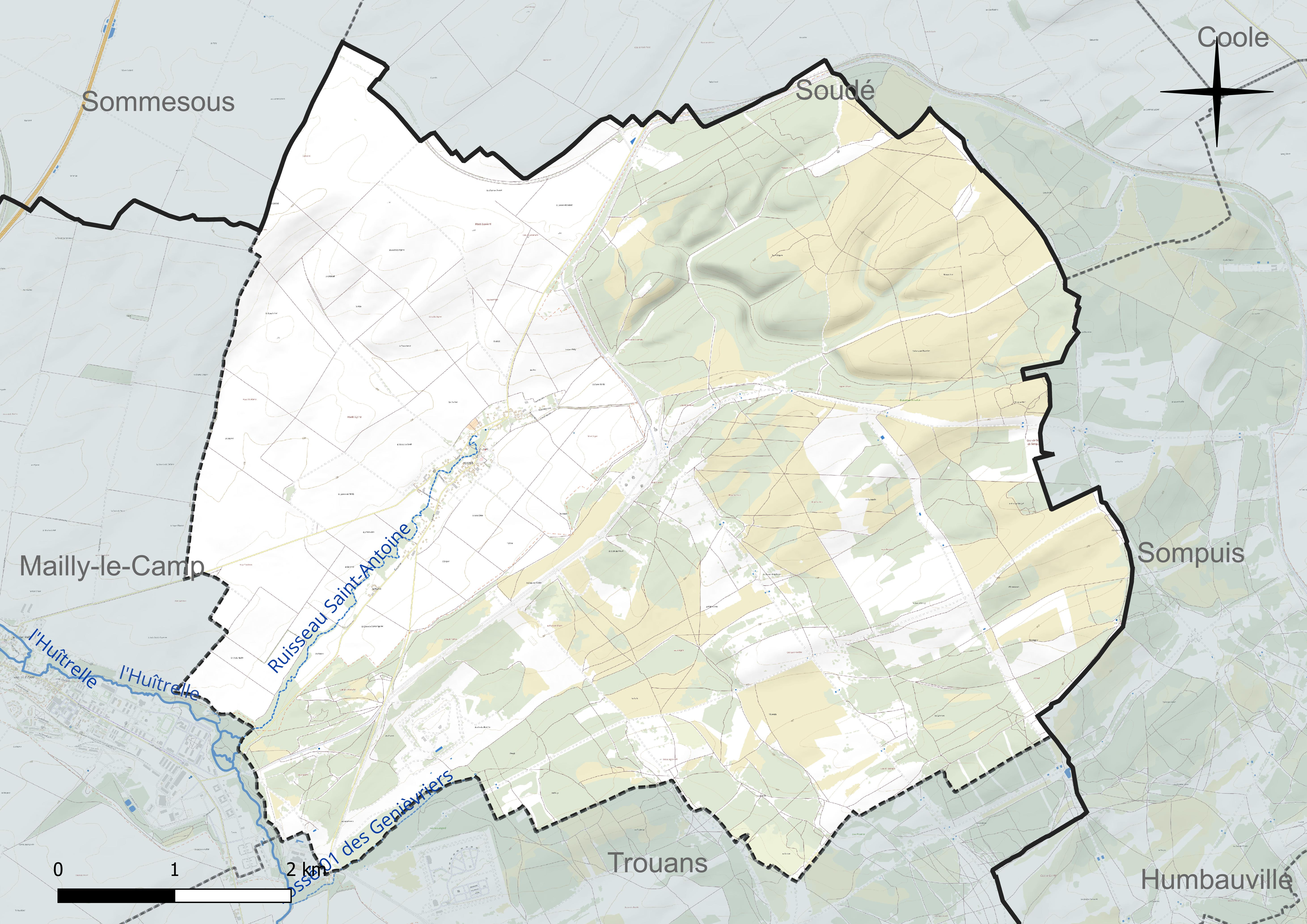
Réseau hydrographique de Poivres.

### Climat
Pour des articles plus généraux, voir Climat du Grand Est et Climat de l'Aube.
En 2010, le climat de la commune est de type climat océanique dégradé des plaines du Centre et du Nord, selon une étude du Centre national de la recherche scientifique s'appuyant sur une série de données couvrant la période 1971-2000. En 2020, Météo-France publie une typologie des climats de la France métropolitaine dans laquelle la commune est exposée à un climat océanique altéré et est dans la région climatique Nord-est du bassin Parisien, caractérisée par un ensoleillement médiocre, une pluviométrie moyenne régulièrement répartie au cours de l’année et un hiver froid (3 °C).
Pour la période 1971-2000, la température annuelle moyenne est de 10,5 °C, avec une amplitude thermique annuelle de 16,3 °C. Le cumul annuel moyen de précipitations est de 711 mm, avec 11,6 jours de précipitations en janvier et 8,1 jours en juillet. Pour la période 1991-2020, la température moyenne annuelle observée sur la station météorologique de Météo-France la plus proche, « Dosnon », sur la commune de Dosnon à 8 km à vol d'oiseau, est de 11,0 °C et le cumul annuel moyen de précipitations est de 698,3 mm. 
La température maximale relevée sur cette station est de 41,6 °C, atteinte le 25 juillet 2019 ; la température minimale est de −25,8 °C, atteinte le 14 février 1956,,.
Les paramètres climatiques de la commune ont été estimés pour le milieu du siècle (2041-2070) selon différents scénarios d'émission de gaz à effet de serre à partir des nouvelles projections climatiques de référence DRIAS-2020. Ils sont consultables sur un site dédié publié par Météo-France en novembre 2022.

## Urbanisme

### Typologie
Au 1er janvier 2024, Poivres est catégorisée commune rurale à habitat dispersé, selon la nouvelle grille communale de densité à 7 niveaux définie par l'Insee en 2022.
Elle est située hors unité urbaine et hors attraction des villes,.

### Occupation des sols
L'occupation des sols de la commune, telle qu'elle ressort de la base de données européenne d’occupation biophysique des sols Corine Land Cover (CLC), est marquée par l'importance des forêts et milieux semi-naturels (67,8 % en 2018), une proportion sensiblement équivalente à celle de 1990 (68,5 %). La répartition détaillée en 2018 est la suivante : 
milieux à végétation arbustive et/ou herbacée (45,8 %), terres arables (30,4 %), forêts (22 %), zones urbanisées (1 %), zones industrielles ou commerciales et réseaux de communication (0,7 %). L'évolution de l’occupation des sols de la commune et de ses infrastructures peut être observée sur les différentes représentations cartographiques du territoire : la carte de Cassini (XVIIIe siècle), la carte d'état-major (1820-1866) et les cartes ou photos aériennes de l'IGN pour la période actuelle (1950 à aujourd'hui).

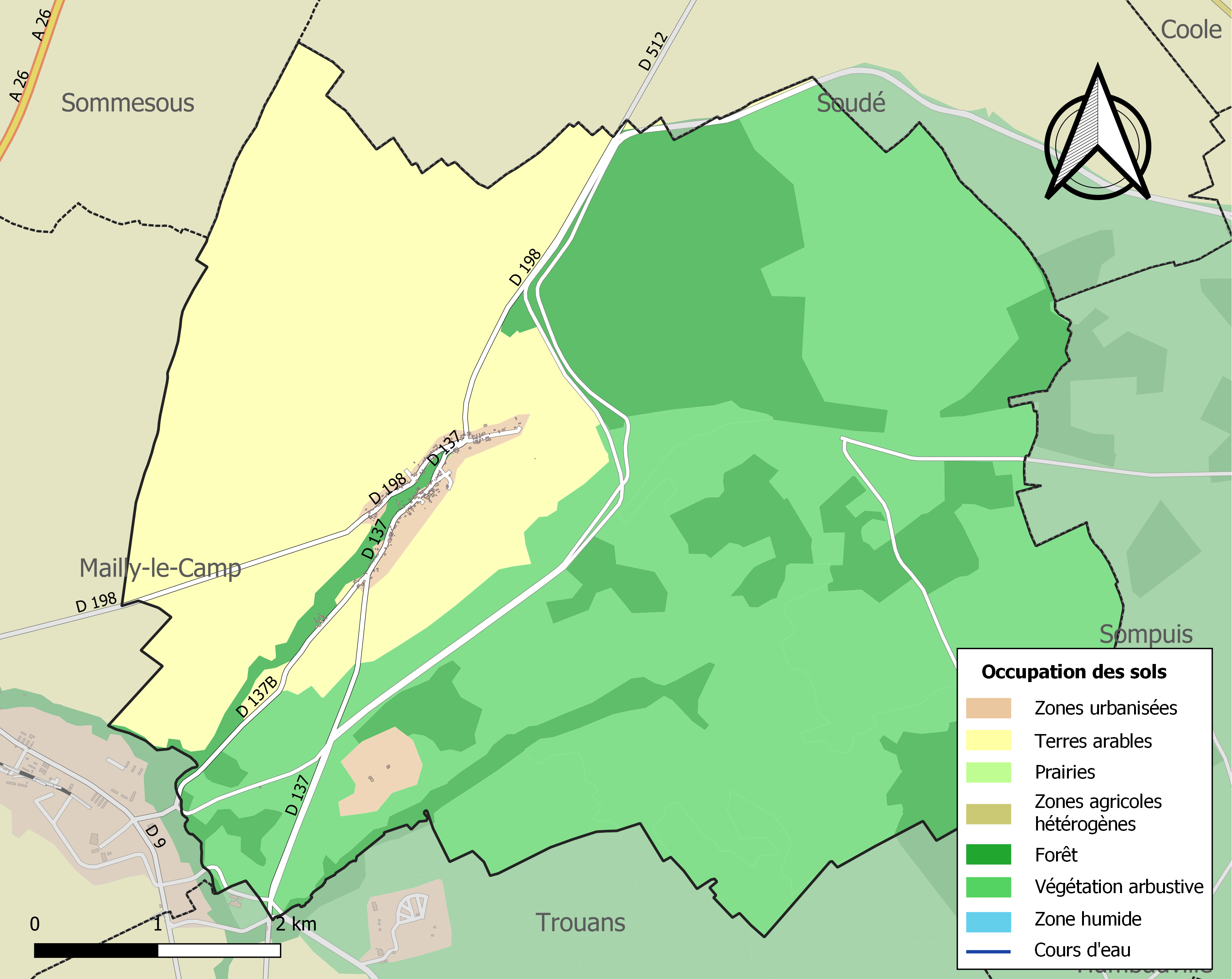
Carte des infrastructures et de l'occupation des sols de la commune en 2018 (CLC).

## Toponymie
Attesté en Pipera en 1032.
D'après Albert Dauzat et Charles Rostaing, ce toponyme provient du nom d'homme latin Piper, comme Pibrac et Pébrac.

## Histoire
Entre 1790 et 1794, la commune absorbe celle voisine de Sainte-Suzanne pour former celle de Poivre-Sainte-Suzanne ; celle-ci fut renommée Poivres au cours de la Révolution française, nom qu'elle conserva par la suite.

## Politique et administration
| Période                                  | Période      | Identité                                     | Étiquette | Qualité              |
| ---------------------------------------- | ------------ | -------------------------------------------- | --------- | -------------------- |
| avant 1981                               | ?            | Odile Chalicarne                             |           |                      |
|                                          |              | Georges Gruat                                |           |                      |
|                                          |              | Antoine Hémard                               |           |                      |
| mars 2001                                | juillet 2015 | Maurice Chevallot                            |           | Agriculteur retraité |
| 2015                                     | En cours     | Michel Garcia Réélu pour le mandat 2020-2026 |           |                      |
| Les données manquantes sont à compléter. |              |                                              |           |                      |

## Démographie
L'évolution du nombre d'habitants est connue à travers les recensements de la population effectués dans la commune depuis 1793. Pour les communes de moins de 10 000 habitants, une enquête de recensement portant sur toute la population est réalisée tous les cinq ans, les populations de référence des années intermédiaires étant quant à elles estimées par interpolation ou extrapolation. Pour la commune, le premier recensement exhaustif entrant dans le cadre du nouveau dispositif a été réalisé en 2007.

En 2022, la commune comptait 156 habitants, en évolution de +1,3 % par rapport à 2016 (Aube : +0,7 %, France hors Mayotte : +2,11 %).
| 1793 | 1800 | 1806 | 1821 | 1831 | 1836 | 1841 | 1846 | 1851 |
| ---- | ---- | ---- | ---- | ---- | ---- | ---- | ---- | ---- |
| 568  | 376  | 482  | 454  | 463  | 460  | 431  | 420  | 433  |

| 1856 | 1861 | 1866 | 1872 | 1876 | 1881 | 1886 | 1891 | 1896 |
| ---- | ---- | ---- | ---- | ---- | ---- | ---- | ---- | ---- |
| 425  | 412  | 383  | 361  | 335  | 327  | 327  | 308  | 305  |

| 1901 | 1906 | 1911 | 1921 | 1926 | 1931 | 1936 | 1946 | 1954 |
| ---- | ---- | ---- | ---- | ---- | ---- | ---- | ---- | ---- |
| 298  | 285  | 261  | 240  | 245  | 263  | 227  | 224  | 206  |

| 1962 | 1968 | 1975 | 1982 | 1990 | 1999 | 2006 | 2007 | 2012 |
| ---- | ---- | ---- | ---- | ---- | ---- | ---- | ---- | ---- |
| 202  | 194  | 183  | 182  | 185  | 155  | 163  | 164  | 149  |

| 2017 | 2022 | - | - | - | - | - | - | - |
| ---- | ---- | - | - | - | - | - | - | - |
| 159  | 156  | - | - | - | - | - | - | - |

## Culture locale et patrimoine

### Lieux et monuments

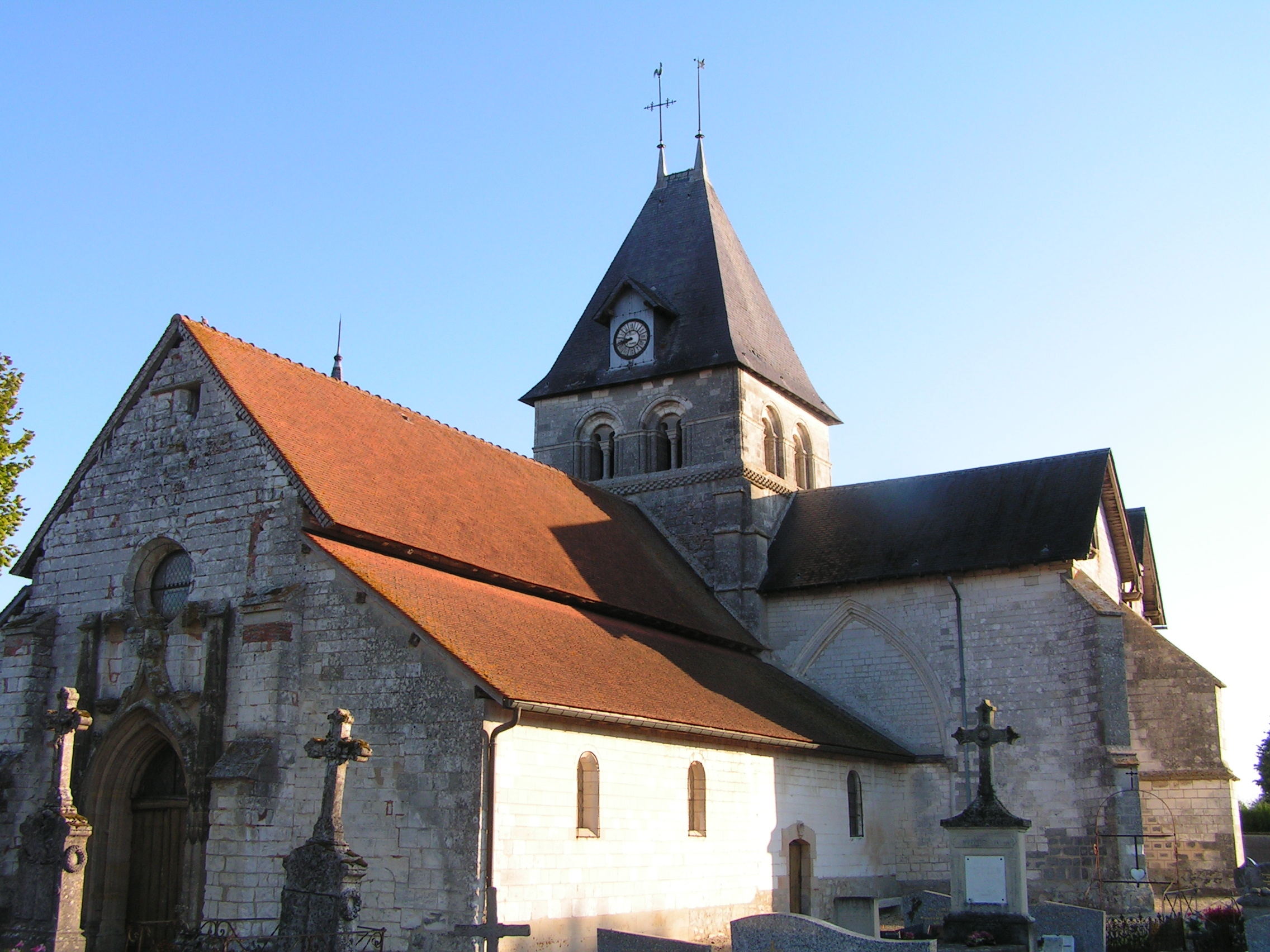
Église Saint-Antoine de Poivres.
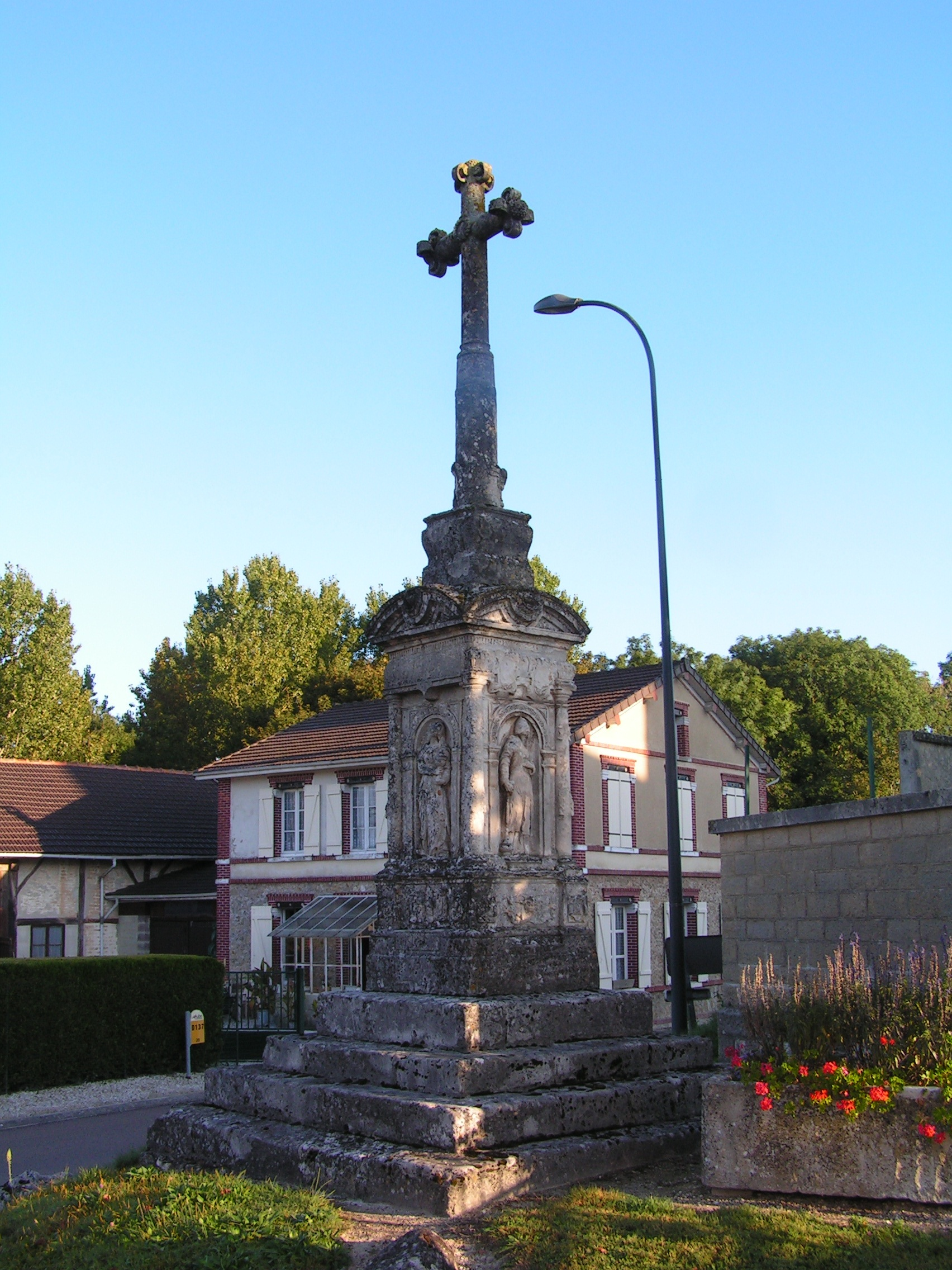
croix de cimetière de Poivres.

- l'église Saint-Antoine de Poivres fait l'objet d'un classement au titre des monuments historiques par arrêté du 29 juin 1912[22]
- la croix de cimetière de Poivres fait l'objet d'un classement au titre des monuments historiques par arrêté du arrêté du 29 juin 1912[23]

#### Voies et lieux-dits
| 9 odonymes recensés à Poivres au 4 mai 2014 | 9 odonymes recensés à Poivres au 4 mai 2014 | 9 odonymes recensés à Poivres au 4 mai 2014 | 9 odonymes recensés à Poivres au 4 mai 2014 | 9 odonymes recensés à Poivres au 4 mai 2014 | 9 odonymes recensés à Poivres au 4 mai 2014 | 9 odonymes recensés à Poivres au 4 mai 2014 | 9 odonymes recensés à Poivres au 4 mai 2014 | 9 odonymes recensés à Poivres au 4 mai 2014 | 9 odonymes recensés à Poivres au 4 mai 2014 | 9 odonymes recensés à Poivres au 4 mai 2014 | 9 odonymes recensés à Poivres au 4 mai 2014 | 9 odonymes recensés à Poivres au 4 mai 2014 | 9 odonymes recensés à Poivres au 4 mai 2014 | 9 odonymes recensés à Poivres au 4 mai 2014 | 9 odonymes recensés à Poivres au 4 mai 2014 |
| Allée                                       | Avenue                                      | Bld                                         | Carrefour                                   | Chemin                                      | Cité                                        | Clos                                        | Impasse                                     | Passage                                     | Place                                       | Pont                                        | Route                                       | Rue                                         | Ruelle                                      | Autres                                      | Total                                       |
| ------------------------------------------- | ------------------------------------------- | ------------------------------------------- | ------------------------------------------- | ------------------------------------------- | ------------------------------------------- | ------------------------------------------- | ------------------------------------------- | ------------------------------------------- | ------------------------------------------- | ------------------------------------------- | ------------------------------------------- | ------------------------------------------- | ------------------------------------------- | ------------------------------------------- | ------------------------------------------- |
| 0                                           | 0                                           | 0                                           | 0                                           | 0                                           | 0                                           | 0                                           | 0                                           | 0                                           | 1                                           | 0                                           | 0                                           | 4                                           | 2                                           | 2                                           | 9                                           |
| Notes « N »                                 | Notes « N »                                 | 1.                                          | 1.                                          | 1.                                          | 1.                                          | 1.                                          | 1.                                          | 1.                                          | 1.                                          | 1.                                          | 1.                                          | 1.                                          | 1.                                          | 1.                                          | 1.                                          |
| Sources : rue-ville.info & OpenStreetMap    |                                             |                                             |                                             |                                             |                                             |                                             |                                             |                                             |                                             |                                             |                                             |                                             |                                             |                                             |                                             |

#### Édifices et voirie
- École et mairie : en 1854, l’école couverte menace de s'effondrer, il faut donc faire des travaux de rénovations pour éviter tout accident. Elle se trouvait au nord-est de la place, derrière l’église, au centre du village, près du jardin du presbytère. Sur cet emplacement, de nouveaux bâtiments ont été construits : un rez-de-chaussée, coupé en deux par un corridor qui comprend une cuisine précédée de l’escalier du grenier, une chambre, le cabinet de la mairie et de l’autre côté la salle de classe qui pouvait accueillir jusqu'à 60 élèves (garçons comme filles). Au total, la construction a coûté 6815,22 francs. Toutefois, l’instituteur ne possède pas de logement et le village ne possède pas de bâtiment de mairie à proprement dit. C’est pour cela, qu’en 1903, une classe est créée (elle pouvait recevoir 45 élèves), séparée du logement de l’instituteur. On construit aussi un préau couvert et l’annexe de la mairie en 1904.
- Église : elle est située au Sud du village et dédiée à saint Antoine. Elle est en forme de croix latine. L’église date en grande partie du XIIe siècle et le reste du XVe siècle (une partie du transept et les voûtes de l’abside). En 1842, tous les bancs de l’église ont été remplacés et disposés sur un plancher de sapin. Les autels latéraux du transept sont dédiés d’une part à la Sainte Vierge et d’autre part à saint Nicolas. L’autel de la Sainte Vierge, en chêne sculpté verni, vient du village de Dampierre. Il a été posé en 1870 et a coûté 900 francs. Le presbytère de Poivres date de 1820. En 1850 et 1877, l’église et le presbytère sont soumis à des réparations. Il a fallu remplacer les pierres détériorées, réparer la muraille, creuser une tranchée pour assurer l’écoulement des eaux pluviales et arrêter les infiltrations. Ces réparations représentent une dépense de 854,50 francs. La tour est surmontée d’un clocher quadrangulaire contenant 5 cloches. En 1824, il y a la refonte d’une cloche cassée (somme de 2686 francs). Sept fenêtres gothiques entourent le maître autel et sont garnies de vitraux (restaurés en 1860). En 1870, un autel est construit. En 1877, la municipalité achète et fait l’acquisition d’objets culturels : un ciboire, un missel et un meuble pour le sacristie. L’horloge a été fabriquée dans des ateliers du Jura (Morbier) et a été posée en 1892 (coût de 1760 francs). L’église et la croix du calvaire sont classées monuments historiques.
- Voirie communale : Le village se compose de trois rues principales dirigées de l’ouest à l’est. La Grande Rue (aujourd’hui rue de l'Église), à l’est vers laquelle aboutie la rue Haute au Sud et la rue Basse au Nord. Ces rues bifurquent de chaque côté de part et d’autre du ruisseau (le ru Saint-Antoine). Une longue place rectangulaire se trouve à l’est de l’église. Il y a aussi des petites ruelles : la ruelle des Processions, la ruelle de l'École. Le chemin vers Soudé Sainte Croix est construit en 1872. Le chemin de Mailly est construit en 1871. De 1876 à 1881, est construit un chemin menant de Poivres à Trouan le Grand par Adolphe Ménard (entrepreneur à Trouan le Petit).

### Personnalités liées à la commune
- Gilles Joseph Martin Bruneteau
- Jean-Chrysostôme Bruneteau de Sainte-Suzanne (1773-1830), général d'Empire, frère du précédent

### Héraldique
| Blason de Poivres | Blason  | Parti : au 1er d'azur à la bande d'argent côtoyée de deux doubles cotices potencées et contre-potencées d'or, au 2e coupé au I d'or au tau fleuronné d'azur aux branches duquel sont appendues deux clochettes de gueules, au II de gueules à la quintefeuille d'argent boutonnée d'or [alias à la fleur de poivrier au naturel]. |
| Blason de Poivres | Détails | La bande et les cotices pour le blason de la Champagne, le tau comme attribut de saint Antoine, la quintefeuille pour évoquer le nom de la commune. Création de Jean-François Binon adoptée par la municipalité en 2014. |